# Rrashbull
Rrashbull est un village et une ancienne municipalité du comté de Durrës, dans l’ouest de l’Albanie. Lors de la réforme de l’administration locale de 2015, il est devenu une subdivision de la municipalité de Durrës. La population au recensement de 2011 était de 24081 habitants.

## Villages
L’unité municipale se compose des villages suivants :
- Arapaj
- Bozanxhije
- Manskuri
- Romanat
- Rrashbull
- Shënavlash
- Shkallnur
- Xhafzotaj